# Calcardea junnei
Calcardea junnei — вид викопних лелекоподібних птахів родини чаплевих (Ardeidae).

## Скам'янілості
Викопні рештки птаха знайдені у відкладеннях формації Вілвуд у штаті Вайомінг, США. Було знайдено фрагмент грудини, коракоїд, ліву плечову кістку, хребці, цівку та фаланги.